# A rítus
A rítus (eredeti cím: The Rite) egy 2011-ben bemutatott amerikai–olasz–magyar thriller, amely Matt Baglio A rítus: egy ördögűző születése című könyvének adaptációja. A könyv, és így a film is valós eseményeken, az amerikai Gary Thomas atya elbeszélésein alapul. A filmet Rómában és Budapesten forgatták.

## Készítése
Mikael Håfström 2010 februárjában kezdett el dolgozni egy ördögűzésről szóló thrilleren. A főszereplőket – Luca atyát és Michael Kovakot – játszó színészeket (Anthony Hopkinst és Colin O’Donoghue-t) márciusban választotta ki. A film producerei Beau Flynn és Tripp Vinson már korábban is közreműködtek producerként egy hasonló témájú filmél (The Exorcism of Emily Rose).
A film Matt Baglio A rítus: egy ördögűző születése című, 2009-ben megjelent könyvén alapul. Baglio művének megírásához részt vett egy ördögűzéssel kapcsolatos szemináriumon Rómában. Itt találkozott Gary Thomas atyával, a Saratoga megyei Szent Szív-templom plébánosával, akit San José (Kalifornia) püspöke kért fel arra, hogy legyen az egyházközség ördögűzője. Az eleinte szkeptikus és vonakodó pap kétségei azonban Rómában hamarosan szertefoszlottak. Ismeretségének köszönhetően Baglio több mint húsz, Gary atya által levezetett ördögűzésen lehetett jelen.
Amikor Beau Flynn és Tripp Vinson tudomást szereztek a könyv előkészületeiről, megvették a szerzőtől a filmkészítés jogát, és felkérték Michael Petronit, hogy írja meg a film forgatókönyvét. Petroni a forgatókönyv írásakor igénybe vette Baglio segítségét, aki ugyanebben az időben írta könyvét.
Megrendezésére Mikael Håfströmöt kérték fel. Bár a film alapvetően a démonokra és az ördögűzésre koncentrál, a rendező szerint a film ennél jóval több, hisz „a történet arról is szól, hogy egy fiatalember hogy ismeri meg önmagát és találja meg az útját az életben”. A film előkészületeikor Håfström meglátogatott néhány ördögűzést Rómában. Bár a szertartásokon személyesen nem vett részt, de hallhatta ami bent történik.
A film készítésekor Gary Thomas atya is jelen volt, és elismerte, hogy az ördögűzés rítusának ábrázolása a filmben nagyon pontos.

## Bemutatása
A filmet a Warner Bros. 2011. január 28-án mutatta be. A film a római katolikus egyházon belül alapvetően kedvező fogadtatásra talált, bár többen megkérdőjelezték a film horrorfilmként való besorolását.
Roger Ebert a Chicago Sun-Times-ban szintén méltatta a művet: „Csodálom A rítust, mert azon túl, hogy megad mindent amit egy horrorfilmtől elvárnánk, hanem hangulata van, jelenetei hátborzongatóak és megindítóak, ami a színészek alakítása tovább gazdagít.”
Negatív kritikák is érték a filmet. A Rotten Tomatoes oldalon olvasható kritikák egyike szerint „…bár Anthony Hopkins a tőle megszokott módon kitűnő alakítást nyújt, de személye nem illik bele A rítus lassú cselekményfolyásába, és nem alkot jó párosítást Colin O’Donoghue alakításával sem.”

## Díjak és jelölések
- World Soundtrack Awards – 2011 – Az év felfedezettje – Alex Heffes
- Golden Trailer Awards jelölés – 2011 – Legjobb horrorfilm trailere – New Line Cinema
- Italian National Syndicate of Film Journalists jelölés – 2011 – Legjobb női mellékszereplő – Marta Gastini
- MovieGuide Awards jelölés – 2012 – A legművészibb alakítás – Anthony Hopkins

## Szereplők
| Szereplő                | Színész                | Magyar hang        |
| ----------------------- | ---------------------- | ------------------ |
| Lucas Trevant atya      | Anthony Hopkins        | Tordy Géza         |
| Michael Kovak           | Colin O’Donoghue       | Orosz Ákos         |
| Angelina Vargas         | Alice Braga            | Nemes Takách Kata  |
| Istvan Kovak            | Rutger Hauer           | Barbinek Péter     |
| Rosaria                 | Marta Gastini          | Bogdányi Titanilla |
| Xavier atya             | Ciarán Hinds           | Koroknay Géza      |
| Matthew atya            | Toby Jones             | Berzsenyi Zoltán   |
| Eddie                   | Chris Marquette        | Előd Álmos         |
| Andria nővér            | Maria Grazia Cucinotta | ?                  |
| Sandra                  | Marija Karan           | ?                  |
| Nina                    | Torey DeVitto          | ?                  |
| Francesca               | Arianna Veronesi       | ?                  |
| Vincenzo                | Andrea Calligari       | ?                  |
| a gyermek Michael Kovak | Ben Cheetman           | ?                  |
| Xavier titkára          | Bardóczy Attila        | Bardóczy Attila    |
| Gondnok                 | Baranyai Sándor        | Baranyai Sándor    |

## Fordítás
- Ez a szócikk részben vagy egészben  a   The Rite (2011 film) című angol Wikipédia-szócikk fordításán alapul.  Az eredeti cikk szerkesztőit annak laptörténete sorolja fel. Ez a jelzés csupán a megfogalmazás eredetét és a szerzői jogokat jelzi, nem szolgál a cikkben szereplő információk forrásmegjelöléseként.